# Cupule (anatomie)
Pour les articles homonymes, voir cupule.
 (janvier 2024).
Si vous disposez d'ouvrages ou d'articles de référence ou si vous connaissez des sites web de qualité traitant du thème abordé ici, merci de compléter l'article en donnant les références utiles à sa vérifiabilité et en les liant à la section « Notes et références ».
La cupule, ou cupula, est la partie supérieure du corps cellulaire de la cellule de Deiters, une des cellules de soutien de la cochlée. Les cupules sont tout d’abord une substance gélatineuse composée de cristaux de carbonate de calcium (CaCO3) qui s’appellent les otolithes. Situées dans des renflements à la base des canaux semi-circulaires, elles renferment des cils reliés à des cellules ciliées qui sont elles-mêmes reliées aux axones du nerf cochléo-vestibulaire, c’est-à-dire le nerf reliant l’oreille interne au cortex du cerveau. Ce système est responsable de l'équilibre du corps humain. 